# Rita Vilela
Rita Vilela (Paço de Arcos, 23 de junho de 1964) é uma escritora e terapeuta clínica portuguesa, conhecida pela sua escrita em estilo variado, da fantasia a metáforas e fábulas, mas principalmente a literatura infantojuvenil.

## Biografia
Rita Vilela é uma escritora portuguesa nascida em Paço de Arcos, é licenciada em Psicologia pela Universidade de Lisboa.
A sua obra desenvolve-se em géneros literários variados, com predominância para a Literatura infantojuvenil e Literatura Young Adults. Publicou o seu primeiro livro As 7 Cores de Oníris em 2008. E atualmente já tem obras publicadas em Itália, na Venezuela e no Brasil.
Entre suas principais influências estão os livros: O Senhor dos Anéis, Dragonlance, Harry Potter e Petzet.

## Ligações Externas
- Sítio oficial de Rita Vilela
- Direção Geral do Livro e das Bibliotecas
- Bibliowiki
- Portal da Literatura